# Shimizu Takafumi
Takafumi Shimizu (sinh ngày 30 tháng 6 năm 1992) là một cầu thủ bóng đá người Nhật Bản.

## Sự nghiệp câu lạc bộ
Takafumi Shimizu đã từng chơi cho Júbilo Iwata.